# Filippo Minutolo
Filippo Minutolo (Napoli, ... – Napoli, 24 ottobre 1301) è stato un arcivescovo cattolico italiano, arcivescovo di Napoli dal 1288 fino alla sua morte.

## Biografia
Stimato chierico e consigliere della corte dei d'Angiò, fu più volte mandato in missione come ambasciatore da Carlo I d'Angiò tra il 1270 e il 1272.
Dopo quattro anni di sede vacante della diocesi di Napoli, vi fu creato arcivescovo nel 1288; nello stesso anno, partecipò ai lavori del Parlamento generale del Regno.
Il 13 dicembre 1294 andò in processione con il clero e con i fedeli della città verso Castel Nuovo, dove soggiornava il dimissionario papa Celestino V, per convincerlo a non abdicare. 
Il 19 maggio 1296 ordinò sacerdote Ludovico d'Angiò, futuro vescovo di Tolosa e santo.
Nel 1300, su incitamento di Carlo II d'Angiò, promosse l'erezione di un ospizio per cure termali per i meno abbienti a Tripergole. Nello stesso anno, il re lo nominò nella commissione incaricata di sistematizzare e pubblicare le Consuetudini cittadine.

## Riferimenti nella letteratura
- Giovanni Boccaccio ambientò nel sepolcro del vescovo (nella Cappella dei Capece Minutolo) la parte finale della quinta novella della seconda giornata del Decameron (nota come Andreuccio da Perugia) durante la quale la salma del vescovo viene spogliata di tutti i suoi beni.